# 茂山郡
茂山郡（ムサンぐん）は、朝鮮民主主義人民共和国咸鏡北道の北部に位置する郡。
北東アジア最大規模の埋蔵量を持つという鉄鉱山・茂山鉱山がある。

## 地理
豆満江上流域の山間部、茂山高原に位置する。西北方向に流れる豆満江の対岸は中国である。北東に会寧市、東に富寧郡、東南に清津市、南に鏡城郡、西南に延社郡と接する。

## 歴史
現在の茂山郡の範囲は、1952年の北朝鮮の行政区画改変によって形成されたもので、それまでは西の白頭山・摩天嶺山脈までを含む広大な郡であった。現在の茂山郡・延社郡・会寧市西部（咸鏡北道）、大紅湍郡・白岩郡・三池淵市東部（以上両江道）の範囲に相当する。
この地を含む豆満江流域は、古代・中世には高句麗・渤海国・女真族などの領域で、朝鮮王朝初期に朝鮮が占拠してその領域に編入した。茂山の名は、1438年（世宗20年）に北方経営のために築かれた茂山鎮に由来する。朝鮮王朝時代は咸鏡道茂山府が置かれた。
植民地期には咸鏡北道茂山郡とされ、朝鮮最大の面積を持つ郡であった。豆満江の上流一帯の高原地帯は人口希薄であったが林業が盛んであり、鉄鉱山の開発に伴って鉄道路線も引かれるようになった。
1977年から1985年にかけて清津直轄市に編入されたこともある。

### 年表
この節の出典
- 1438年 - 現在の古茂山に茂山堡を設置し、万戸鎮を置いた。
- 1509年 - 現在の廃茂山に鎮を移転し、僉使鎮に昇格。
- 1674年 - 鎮を三峯坪に移す（現在の茂山邑）。
- 1684年 - 茂山都護府に昇格する。
- 1895年 - 茂山郡に改編される。
- 1914年4月1日 - 郡面併合により、咸鏡北道茂山郡に以下の面が成立。(10面)
  - 邑面・東面・永北面・豊渓面・漁下面・延上面・延社面・西下面・三社面・三長面
- 1939年 - 邑面が茂山面に改称。(10面)
- 1940年11月1日 - 茂山面が茂山邑に昇格。(1邑9面)
- 1946年 - 永北面・豊渓面が合併し、永豊面が発足。(1邑8面)
- 1947年 (7面)
  - 茂山邑および永豊面の一部が合併し、茂山面が発足。
  - 永豊面が会寧郡に編入。
  - 西下面が延上面・三長面に分割編入。
- 1952年12月 - 郡面里統廃合により、咸鏡北道茂山郡東面・漁下面・延上面および三長面・茂山面の各一部、富寧郡西上面の一部地域をもって、茂山郡を設置。茂山郡に以下の邑・里が成立。(1邑18里)
  - 茂山邑・興岩里・梁永里・篤所里・彰烈里・七星里・降仙里・車踰里・温泉里・馬養里・上倉里・朴川里・文岩里・臨江里・三長里・豊山里・延水里・虚彦里・五峯里
- 1953年12月 - 延水里が延社郡に編入。(1邑17里)
- 1954年10月 (1邑18里)
  - 遊仙郡芝草里・西湖里を編入。
  - 三長里が延社郡に編入。
  - 延社郡三下里の一部が臨江里に編入。
- 1961年3月 (1邑2労働者区16里)
  - 彰烈里が彰烈労働者区に昇格。
  - 馬養里が馬養労働者区に昇格。
- 1977年11月 - 清津直轄市の設置に伴い、清津直轄市茂山郡となる。(1邑2労働者区16里)
- 1979年12月 (1邑5労働者区15里)
  - 茂山邑の一部が分立し、南山労働者区・三峯労働者区が発足。
  - 七星里の一部が茂山邑に編入。
  - 降仙里が降仙労働者区に昇格。
- 1981年 - 梁永里がセゴル里に改称。(1邑5労働者区15里)
- 1985年7月 - 清津直轄市の廃止に伴い、咸鏡北道茂山郡となる。(1邑5労働者区15里)
- 1988年7月 - 降仙労働者区の一部が分立し、朱草労働者区が発足。(1邑6労働者区15里)
- 1989年7月 - 馬養労働者区の一部が清津市富潤区域千水洞に編入。(1邑6労働者区15里)
- 1990年9月 - 虚彦里が閔峯里に改称。(1邑6労働者区15里)

## 産業
茂山鉱山は、鉄鉱石埋蔵量30億t、可採埋蔵量13億tとされ、北東アジア最大規模の埋蔵量を持つという鉄鉱山である。日本の植民地支配下の1930年代半ばに三菱鉱業によって開発が行われ、採掘された鉄鉱石は清津・城津の製鉄所に供給されていた。北朝鮮成立後はこれらの施設を継承した金策製鉄所（清津市）・城津製鉄所で精錬が行われていたが、1990年代半ば以降の経済的破綻により、製鉄所が機能しなくなったり採掘が中断したりした。2005年以降、中国資本の投資が行われている。

## 下部行政区画
現在は1邑6労働者区15里で構成されている。

### 沿革
1945年8月15日時点で茂山郡は以下の1邑9面から構成されていた。
- 茂山邑 － 무산읍【茂山邑】 （ムサヌプ）
- 東面 － 동면【東面】 （トンミョン）
- 漁下面 － 어하면【漁下面】 （オハミョン）
- 延上面 － 연상면【延上面】 （ヨンサンミョン）
- 延社面 － 연사면【延社面】 （ヨンサミョン）
- 三社面 － 삼사면【三社面】 （サムサミョン）
- 三長面 － 삼장면【三長面】 （サムジャンミョン）
- 西下面 － 서하면【西下面】 （ソハミョン）
- 永北面 － 영북면【永北面】 （ヨンブンミョン）
- 豊渓面 － 풍계면【豐溪面】 （プンゲミョン）

1952年12月の行政区画改編により、延社面と三長面の一部を延社郡、三社面を三社郡（のちの白岩郡）、茂山面の一部を遊仙郡（유선군、のち会寧郡に編入）に分割。茂山郡東面・漁下面・延上面の全域、茂山面の大部分、三長面の一部、富寧郡西上面の一部を合併して茂山郡を再編成した。1977年から1985年にかけて清津直轄市に編入されたこともある。
現在は1邑・6労働者区・15里を管轄する。
| - 茂山邑（ムサヌプ） - 降仙労働者区（カンソンノドンジャグ） - 南山労働者区（ナムサンノドンジャグ） - 馬養労働者区（マヤンノドンジャグ） - 三峯労働者区（サンボンノドンジャグ） - 朱草労働者区（チュチョロドンジャグ） - 彰烈労働者区（チャンニョルロドンジャグ） - 篤所里（トクソリ） - 臨江里（リムガンニ） - 文岩里（ムナムニ） - 閔峯里（ミンボンニ） | - 朴川里（パクチョンニ） - 上倉里（サンチャンニ） - セゴル里（セゴルリ） - 西湖里（ソホリ） - 五峯里（オボンニ） - 温泉里（オンチョンニ） - 芝草里（チチョリ） - 車踰里（チャユリ） - 七星里（チルソンニ） - 豊山里（プンサンニ） - 興岩里（フンアムニ） |

### 旧茂山郡の郡域変遷表
| 1896年   | 1896年 | 1897年 - 1913年 | 1914年 - 1929年    | 1930年 - 1945年 | 1946年 - 1951年     | 1952年 - 1969年      | 1952年 - 1969年      | 1970年 - 1999年                               | 2000年 - 現在 |
| -------- | ------ | --------------- | ------------------ | --------------- | ------------------- | -------------------- | -------------------- | --------------------------------------------- | ------------- |
| 茂 山 郡 | 豊渓面 | 豊渓面          | 豊渓面             | 豊渓面          | 1947年 富寧郡に編入 | 遊仙郡に編入         | 遊仙郡               | 1974年 会寧郡に編入 1991年 会寧市             | 会寧市        |
| 茂 山 郡 | 永北面 | 永北面          | 永北面             | 永北面          | 1947年 富寧郡に編入 | 遊仙郡に編入         | 1954年 茂山郡        | 1977年 清津直轄市に編入 1985年 咸鏡北道茂山郡 | 茂山郡        |
| 茂 山 郡 | 邑面   | 邑面            | 邑面 改称？ 茂山面 | 1940年 茂山邑   | （茂山面）          | 茂山郡               | 1954年 茂山郡        | 1977年 清津直轄市に編入 1985年 咸鏡北道茂山郡 | 茂山郡        |
| 茂 山 郡 | 東面   | 東面            | 東面               | 東面            | （東面）            | 茂山郡               | 1954年 茂山郡        | 1977年 清津直轄市に編入 1985年 咸鏡北道茂山郡 | 茂山郡        |
| 茂 山 郡 | 西下面 | 西下面          | 西下面             | 西下面          | （西下面）          | 茂山郡               | 1954年 茂山郡        | 1977年 清津直轄市に編入 1985年 咸鏡北道茂山郡 | 茂山郡        |
| 茂 山 郡 | 延上面 | 延上面          | 延上面             | 延上面          | （延上面）          | 茂山郡               | 1954年 茂山郡        | 1977年 清津直轄市に編入 1985年 咸鏡北道茂山郡 | 茂山郡        |
| 茂 山 郡 | 漁下面 | 漁下面          | 漁下面             | 漁下面          | （漁下面）          | 茂山郡               | 1954年 茂山郡        | 1977年 清津直轄市に編入 1985年 咸鏡北道茂山郡 | 茂山郡        |
| 茂 山 郡 | 三長面 | 三長面          | 三長面             | 三長面          | （三長面）          | 延社郡               | 1961年 三池淵郡      | 1978年 大紅湍郡                               | 大紅湍郡      |
| 茂 山 郡 | 三長面 | 三長面          | 三長面             | 三長面          | （三長面）          | 延社郡               | 1961年 三池淵郡      | 三池淵郡                                      | 三池淵郡      |
| 茂 山 郡 | 延社面 | 延社面          | 延社面             | 延社面          | （延社面）          | 延社郡               | 延社郡               | 延社郡                                        | 延社郡        |
| 茂 山 郡 | 三社面 | 三社面          | 三社面             | 三社面          | （三社面）          | 三社郡 1954年 白岩郡 | 三社郡 1954年 白岩郡 | 白岩郡                                        | 白岩郡        |

## 交通
- 茂山線
  - 金佩駅 - 新站駅 - 西豊山駅 - 朱草駅 - セギル駅 - 鉄松青年駅 - 茂山鉄山駅 - 茂山駅
- 白茂線
  - 頭岩駅 - 延上駅 - 興岩駅 - 南村駅 - 茂山駅
- 茂山鉱山線
  - 鉄松青年駅 - 茂山鉱山駅

## 註
1. ↑  함경북도 무산군 역사
2. ↑  （日本語） 「北、茂山鉄鉱50年開発権中国３企業が取得」、中央日報 2005年11月3日付
3. ↑  （日本語） 「茂山鉱山が中国の手に…？合作破棄で配給不可能に」、デイリーNK 2007年11月23日付